# Manna
För andra betydelser, se Manna (olika betydelser).

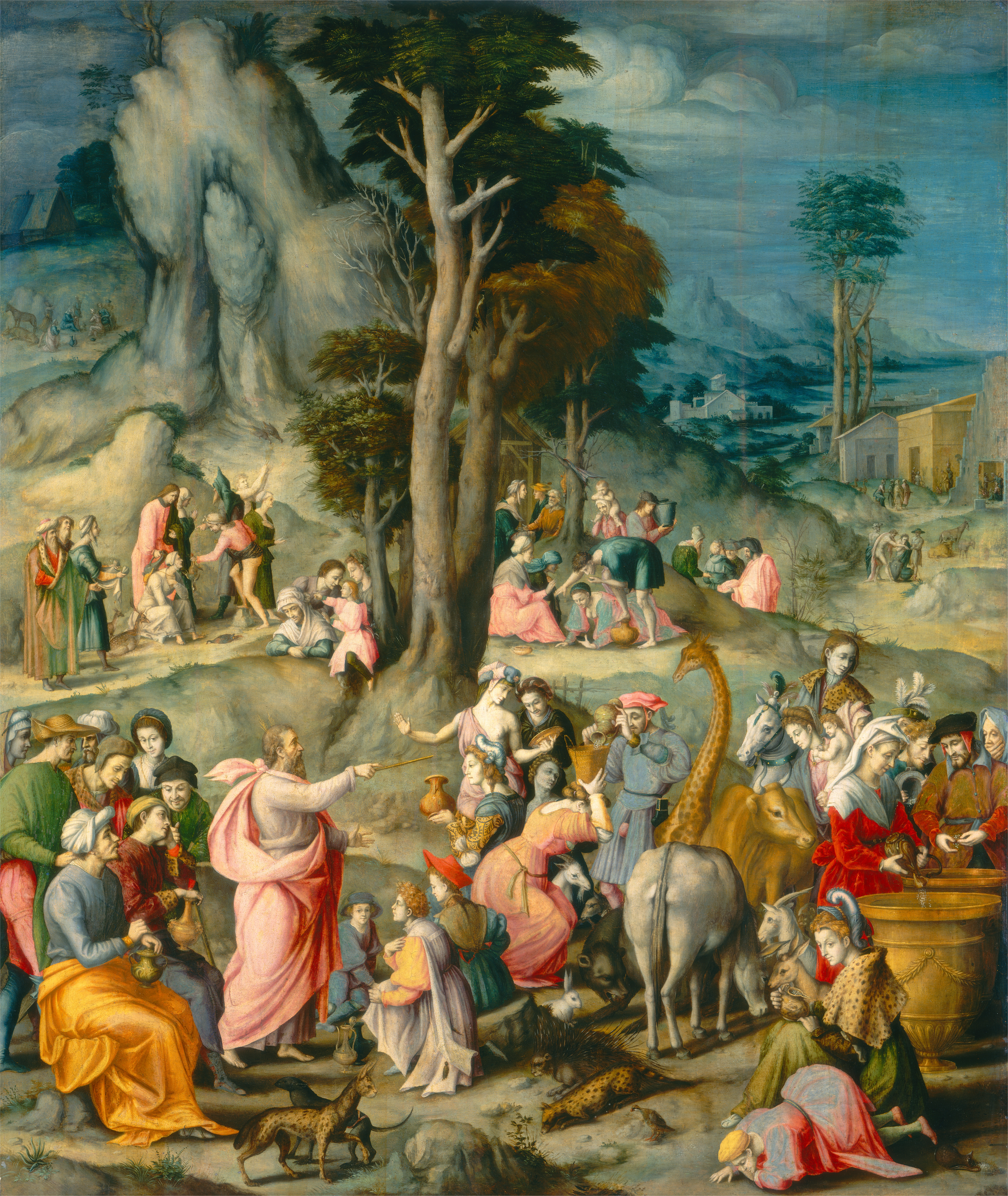
Israeliterna samlar manna

Manna (ytterst från arabiska mann, 'gåva') var en okänd föda som Gud enligt Bibeln lät regna ned från himlen efter israeliternas uttåg ur Egypten.

## Möjlig identifikation
Växtarterna mannaask och mannalav utsöndrar substanser som kallas manna. På Sinaihalvön förekommer mannatamarisken (Tamarix mannifera). Ur dess stammar och grenar tränger ett sött sekret. Utsöndringen kan ske spontant eller genom snitt som cikador och andra insekter har orsakat. Saven används av sköldlusarten Najacoccus serpentinus och Trabutina mannipara som föda för larverna. Savens koncentration av kväve är låg och lössen avsöndrar ett kolhydratöverskott i form av små gul-vita droppar, vilka faller på marken. Beduiner samlar upp dessa små kulor eftersom de smälter på dagen.

## Bibeln
I Andra Mosebok 16 kapitlet låter Gud manna falla från himlen. Under ökenvandringen efter uttåget ur Egypten blir mannan mat för israeliterna. Liggande på marken, ska mannat ha liknat rimfrost. Moses förmanar israelerna att samla manna för tillagning och bakning. I sex dagar faller manna från himlen. Den sjätte dagen är tillgången på manna dubbel, för att täcka behovet under sabbaten. Inget manna tillkommer under sabbaten.
Mannan liknar till formen korianderfrön och till smaken honungskakor. I kristen tolkning är mannat en förebild för nattvarden. I Johannesevangeliet kallas mannat för bröd från himlen och jämförs med Jesus själv och med nattvardsbrödet. I evangeliet omtalar Jesus sig själv som livets bröd.
Den bibliska mannan, som regnade från himlen, har ingen koppling till mannagryn.